# Factiva
Factiva és una base de dades comercial d'informació de premsa, corporativa i comercial oferta per Dow Jones. La informació proporcionada per Factiva prové d'unes 35.000 fonts de notícies procedents de 197 països en 26 idiomes, entre elles diaris, revistes, imatges i més de 400 agències de notícies. Exclusiu a Factiva són The Wall street journal i les agències de notícies de Dow Jones i Reuters. Factiva també proporciona perfils d'empreses, dades financeres i de fons, dades històriques del mercat i contingut de pàgines web i blogs.

## Història
Factiva va sorgir el maig de 1999, quan l'agència de notícies anglesa Reuters i l'empresa d'informació financera Dow Jones & Company van decidir unir-se per crear un projecte comú, Dow Jones Reuters Business Interactive, que mig any després va rebatejar-se amb el nom que coneixem a dia d'avui, Factiva.
El 2006 Reuters va vendre la seva participació del 50 % a l'empresa sòcia, Dow Jones & Company, per un import equivalent a 128 milions d'euros i, per tant, aquesta darrera es va quedar amb la totalitat de les accions. No obstant això, un any després, l'empresa va passar a mans de News Corp, la multinacional de comunicació de masses de Rupert Murdoch, empresa propietària.
Dow Jones també és líder mundial en les borses, notícies financeres i de negocis. A més, ajuda els clients a minimitzar constantment els riscos de compliment.
Factiva no només és una base de dades d'informació, sinó que ha desenvolupat mòduls en col·laboració amb Microsoft, Oracle Corp., IBM i Yahoo! i va col·laborar amb empreses com EuroSpider, Comintell, PeopleSoft, MediaMap, Biz360, ChoicePoint, BTRadianz, AtHoc i Reuters. Amb Microsoft Office, per exemple, l'any 2003 es va annexar com una opció de cerca més al panell de cerca del programa. El 2005 va marcar un punt d'inflexió important en l'esdevenir de la base de dades, ja que l'empresa va prendre el control de les companyies 2B Reputation Intelligence Limited i Synapse. Aquesta incorporació va permetre desenvolupar Synaptica, una eina de software i Taxonomy Warehouse, una pàgina web que permet consultar informació sobre taxonomia, és a dir, la ciència de la classificació i l'ordenació. Així doncs, el 2008 es va publicar Synaptica Central, una pàgina web centrada en els recursos Synaptica on també es pogués debatre els termes i vocabulari especialitzat de la tecnologia.